# Rosen Plevneliev
Rosen Asenov Plevneliev (bulharsky Росен Асенов Плевнелиев, * 14. května 1964 Goce Delčev) je bulharský politik, bývalý prezident Bulharska. V letech 2009–2011 působil ve vládě Bojka Borisova jako ministr pro místní rozvoj a veřejné práce. V říjnu 2011 zvítězil v prezidentských volbách, úřad prezidenta pak vykonával od 22. ledna 2012 do 22. ledna 2017.

## Vzdělání
Ve městě Blagoevgrad vystudoval v roce 1982 matematické a přírodní vědy na střední škole. V roce 1989 absolvoval vyšší odborný ústav mechaniky – elektrotechniky v Sofii. Je ženatý a má tři syny: Filipa, Asena a Pavla.

## Politická kariéra
Rosen Plevneliev se stal ministrem pro místní rozvoj a veřejné práce pod vedením předsedy vlády Borisova (červenec 2009 až září 2011). Dne 4. září 2011 byla oznámena jeho kandidatura na prezidenta Bulharska. Plevneliev prezidentské volby ve druhém kole konaném 30. října 2011 vyhrál, a to když se ziskem 55,3 % porazil Ivajlu Kalfina. Úřad prezidenta Bulharska vykonával v letech 2012–2017.

## Vyznamenání
- velkokříž Řádu Spasitele – Řecko, 2012
- Řád bílé orlice – Polsko, 14. listopadu 2014[1]
- velkokříž s řetězem Řádu prince Jindřicha – Portugalsko, 2014[2]

- Řád národní cti – Albánie, 2016[3]
- Velký řád krále Tomislava – Chorvatsko. 2016
- Řád Makaria III. – Kypr, 2016[4]
- velkokříž speciální třídy Záslužného řádu Spolkové republiky Německo – Německo, 2016[5]
- velkokříž s řetězem Řádu rumunské hvězdy – Rumunsko, 2016
- velkokříž s řetězem Řádu Jižního kříže – Brazílie, 1. února 2016[6]
- Řád za mimořádné zásluhy – Slovinsko, 20. května 2016 – za přínos k posílení slovinsko-bulharské spolupráce a za konstruktivní činnost v Evropské unii[7]
- Řád knížete Jaroslava Moudrého I. třídy – Ukrajina, 29. června 2016[8]
- velkokříž s řetězem Řádu zásluh o Italskou republiku – Itálie, 4. srpna 2016[9][10]
- Řád republiky – Moldavsko, 5. října 2016[11]
- společník cti Národního řádu za zásluhy – Malta, 17. listopadu 2016[12]